# Salva Iriarte
Salvador Iriarte Montejo (Beasáin, Guipúzcoa; 2 de abril de 1952), conocido como Salva Iriarte, es un exfutbolista y entrenador español. Jugó como futbolista profesional en la Real Sociedad entre 1976 y 1982 y con posterioridad entrenó al mismo club en la Primera División española en el periodo 1994-95.

## Biografía
Salva Iriarte nació en la localidad guipuzcoana de Beasáin en 1952. En su juventud pasó por los juveniles de la SD Beasáin, de la que fue fichado por la Real Sociedad a los 16 años. Tras pasar por los juveniles de la Real recaló en 1970 en el Sanse CF, filial de la Real Sociedad que jugaba en Tercera división. Estuvo muchos años jugando en el Sanse sin llegar a dar el salto al primer equipo.  Fue incluido en la plantilla de la Real Sociedad en la temporada 1974-75, aunque volvió a ser cedido al Sanse y no dio el salto definitivo a la Real hasta la temporada 1976-77.
Debutó con la Real en Liga el 4 de septiembre de 1976, con 24 años de edad. Estuvo en la primera plantilla de la Real Sociedad durante 6 temporadas jugando un total de 125 partidos con la Real Sociedad y marcando 11 goles. En la Primera división española jugó un total de 94 partidos y marcó 3 goles. En sus 3 primeras temporadas jugó de manera bastante asidua, aunque casi siempre como suplente; siendo tan solo titular durante la campaña 1977-78. En las siguientes 3 temporadas, su presencia en el equipo de la Real fue casi testimonial.
Coincidió con la mejor generación de futbolistas de la Real Sociedad, con los que ganó dos títulos de Liga, las temporadas 1980-81 y 1982-82. Salva Iriarte fue integrante de la plantilla bicampeona de la Real, pero tuvo un papel discreto en aquel equipo lleno de estrellas e internacionales. En la temporada 1980-81 no llegó a disputar un solo minuto en la Liga y en la temporada 1981-82 jugó solo 8 partidos, entrando siempre como jugador de refresco. Al finalizar la temporada 1981-82 se retiró como futbolista.

### Carrera como técnico
Tras retirarse pasó a estar vinculado a la Real Sociedad en la faceta de técnico. Iriarte fue durante dos décadas un típico hombre de club, que desempeñó las más variadas funciones dentro del organigrama técnico de la Real Sociedad.
Fue entrenador del filial en dos etapas diferentes (1985-89 y 1997-2000), segundo entrenador de John Benjamin Toshack durante su segunda etapa como entrenador en la Real (1991-1994), entrenador del primer equipo, secretario técnico, etc.
En noviembre de 1994 tuvo su gran oportunidad cuando la directiva de la Real Sociedad cesó a John Benjamin Toshack como entrenador debido al mal inicio de temporada (el equipo estaba en la jornada 12 a un puesto del descenso). Iriarte, como segundo entrenador se hizo cargo provisionalmente del equipo, recondujo la situación y pudo terminar la temporada en una honrosa 11.ª posición en mitad de la tabla.
Debido a este éxito la directiva confió en Iriarte para seguir entrenando al equipo en la temporada siguiente (1995-96). Sin embargo Salva no tuvo suerte, ya que un mal comienzo hizo que fuera cesado en noviembre de 1995, en la jornada 14, con el equipo en la zona baja de la clasificación. Fue sustituido por Javier Irureta.
A pesar de su cese, Iriarte siguió vinculado al club en un puesto de la secretaría técnica. No se desvincularía de la Real Sociedad hasta el año 2002, cuando llegó como director técnico Roberto Olabe, Toshack (que había regresado al puesto de entrenador) fue destituido por segunda vez y con Toshack se marcharon también Iriarte y Roberto López Ufarte.
Entre 2004 y 2007 fue uno de los técnicos de la selección de fútbol de Gales, donde trabajó a las órdenes de John Benjamin Toshack.
Tras el descenso de la Real Sociedad a la Segunda división española en junio de 2007 fue llamado por la presidenta del club, María de la Peña para hacerse con el cargo de director deportivo del club. Fue presentado como tal el 2 de julio de 2007.
Finalmente, el 15 de enero de 2008, fue destituido de sus funciones por la nueva directiva de Iñaki Badiola. La marcha de Iriarte del club no estuvo exenta de polémica ya que Badiola crítico duramente la actitud y cualificación del técnico al anunciar su despido. A raíz de este hecho Iriarte denunció en los tribunales al club por despido improcedente y al presidente por daños y perjuicios. El técnico ganó el juicio en los tribunales.

## Clubes
| Club             | País   | Año       |
| ---------------- | ------ | --------- |
| San Sebastián CF | España | 1970-1976 |
| Real Sociedad    | España | 1976-1982 |

## Títulos

### Campeonatos nacionales
| Título | Club          | País   | Año  |
| ------ | ------------- | ------ | ---- |
| Liga   | Real Sociedad | España | 1981 |
| Liga   | Real Sociedad | España | 1982 |